# زقة الرمل المكشوفة
زقة الرمل المكشوفة (الاسم العلمي: Ammocrypta beanii)، نوع من أسماك المياه العذبة تتبع جنس زقة الرمل وفصيلة أسماك الفرخ. توجد في جنوب شرق الولايات المتحدة.